# ألفرد ستيبان
ألفرد ستيبان (بالإنجليزية: Alfred Stepan) هو عالم سياسة أمريكي، ولد في 22 يوليو 1936، وتوفي في 27 سبتمبر 2017.